# 恰恩德拉
恰恩德拉（Chandla），是印度中央邦Chhatarpur县的一个城镇。总人口10207（2001年）。

## 人口
该地2001年总人口10207人，其中男性5460人，女性4747人；0—6岁人口1992人，其中男1005人，女987人；识字率56.76%，其中男性为65.90%，女性为46.26%。